# Musée de la gendarmerie et du cinéma de Saint-Tropez

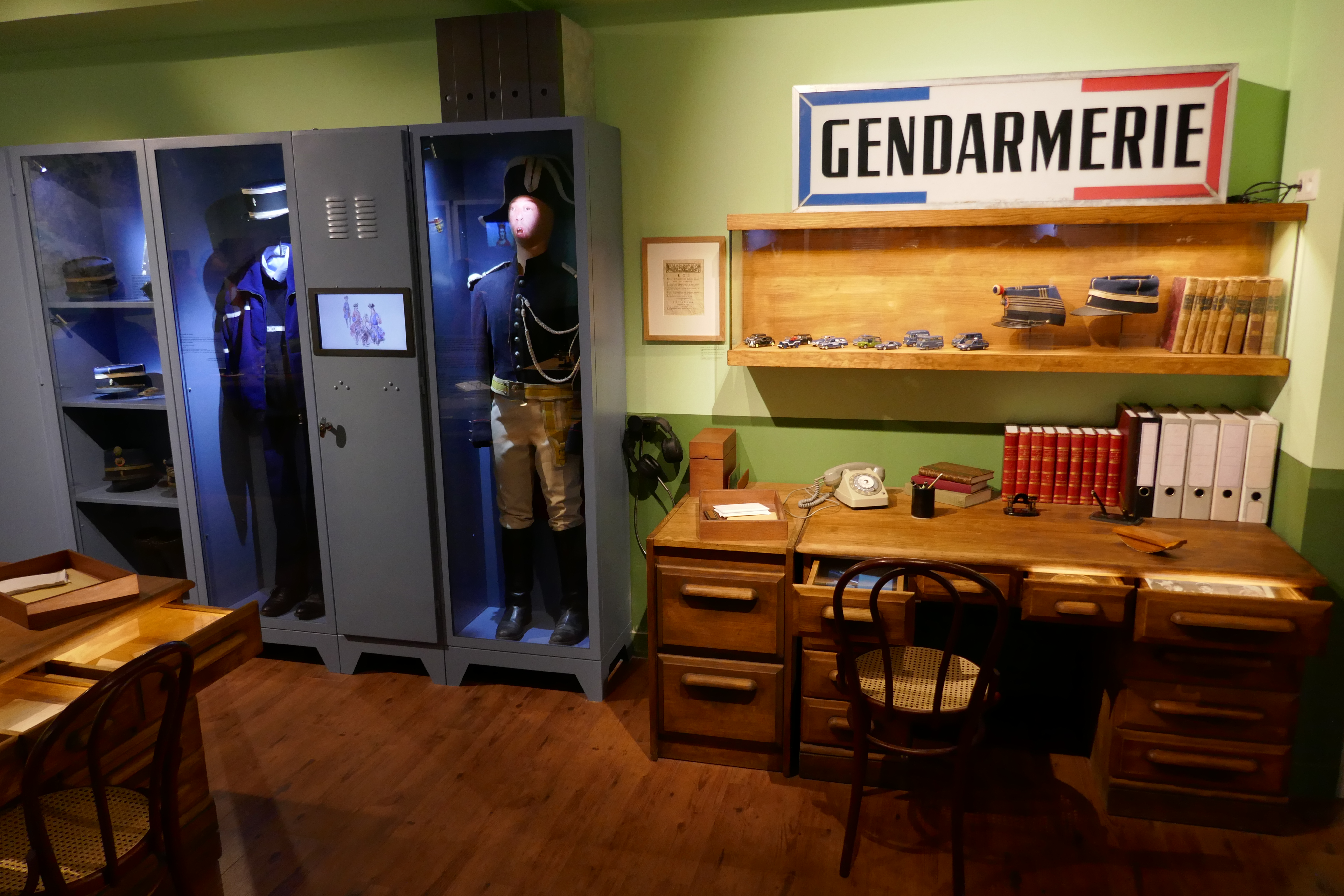
De stijlkamer van de gendarmerie in het museum

Het Musée de la gendarmerie et du cinéma de Saint-Tropez (museum van de gendarmerie en de film van Saint-Tropez) is een in de Franse stad Saint-Tropez gevestigd museum. Het is gewijd aan de banden van de stad en haar gebouwen met de gendarmerie en de filmindustrie en het werd in 2016 geopend.
Het museum is gevestigd in een gebouw uit 1879, waarin tot 2003 de gendarmerie van Saint-Tropez was gehuisvest. Het museum is deels interactief met nagebouwde stijlkamers waar aanraken vaak niet verboden is. Er zijn ruimtes gewijd aan de geschiedenis van de gendarmerie van Saint-Tropez, de geschiedenis van de filmindustrie in de stad en de omliggende regio en aan de rol van de stad als trekpleister voor de beau monde.
In het museum is een belangrijke plek ingeruimd voor de filmserie van Jean Girault, die begon met Le Gendarme de Saint-Tropez en voor de hoofdrolspeler daarvan, Louis de Funès.
Het museum wijdde in het verleden tentoonstellingen aan onder meer het werk van Brigitte Bardot en de fotografie van Edward Quinn.